# Gabriele Marchesi
Gabriele Marchesi (Incisa in Val d'Arno, 16 settembre 1953) è un vescovo cattolico e missionario italiano, dal 21 febbraio 2013 vescovo di Floresta.

## Biografia
Gabriele Marchesi è nato a Incisa in Val d'Arno il 16 settembre 1953.

### Formazione e ministero sacerdotale
Ha studiato filosofia nel seminario diocesano di Fiesole dal 1972 al 1975 e teologia presso lo Studio teologico fiorentino dal 1975 al 1978.
Il 6 luglio 1978 è stato ordinato presbitero per la diocesi di Fiesole. In seguito è stato vicario parrocchiale della parrocchia di Santa Maria del Giglio a Montevarchi dal 1978 al 1986; parroco della stessa dal 1986 al 1997; parroco di San Giovanni Battista a Contea dal 1997 al 2003; direttore dell'ufficio missionario diocesano e membro del consiglio presbiterale e del collegio dei consultori.
Nel 2003 è stato inviato in Brasile come missionario fidei donum. Al momento della nomina a vescovo era parroco della parrocchia di San Pietro Apostolo e Nostra Signora del Rosario, coordinatore per la pastorale e vicario episcopale.

### Ministero episcopale
Il 21 febbraio 2013 papa Benedetto XVI lo ha nominato vescovo di Floresta. Ha ricevuto l'ordinazione episcopale il 18 maggio successivo dal vescovo di Viana Sebastião Lima Duarte, co-consacranti il vescovo emerito della stessa diocesi Xavier Gilles de Maupeou d'Ableiges e il vescovo emerito di Prato Gastone Simoni.

## Genealogia episcopale
La genealogia episcopale è:
- Cardinale Scipione Rebiba
- Cardinale Giulio Antonio Santori
- Cardinale Girolamo Bernerio, O.P.
- Arcivescovo Galeazzo Sanvitale
- Cardinale Ludovico Ludovisi
- Cardinale Luigi Caetani
- Cardinale Ulderico Carpegna
- Cardinale Paluzzo Paluzzi Altieri degli Albertoni
- Papa Benedetto XIII
- Papa Benedetto XIV
- Cardinale Enrico Enriquez
- Arcivescovo Manuel Quintano Bonifaz
- Cardinale Buenaventura Córdoba Espinosa de la Cerda
- Cardinale Giuseppe Maria Doria Pamphilj
- Papa Pio VIII
- Papa Pio IX
- Cardinale Alessandro Franchi
- Cardinale Giovanni Simeoni
- Cardinale Antonio Agliardi
- Cardinale Basilio Pompilj
- Cardinale Adeodato Piazza, O.C.D.
- Cardinale Sebastiano Baggio
- Cardinale Anastasio Alberto Ballestrero, O.C.D.
- Cardinale Severino Poletto
- Vescovo Carlo Ellena
- Vescovo Sebastião Lima Duarte
- Vescovo Gabriele Marchesi